# Zielebach
Zielebach es una comuna suiza del cantón de Berna, situada en el distrito administrativo del Emmental. Limita al norte con las comunas de Biberist (SO) y Gerlafingen (SO), al este con Obergerlafingen (SO), al sur con Utzenstorf, y al oeste con Wiler bei Utzenstorf y Bätterkinden.
Hasta el 31 de diciembre de 2009 situada en el distrito de Fraubrunnen.